# Sziva Erika
Sziva Erika, (Budapest, 1967. június 8. –) magyar-holland sakkozó, női nemzetközi nagymester, magyar bajnok, ötszörös holland bajnok, ötszörös holland sakkolimpikon.

## Családja és élete
Férje Johan van Mil (1959–2008) holland sakkozó, nemzetközi mester, a Schachnieuws szerkesztője volt, akivel 1989-ben házasodott össze, és akkor Hollandiába költözött. Két gyerekük született, Alex (2000), Nico (2003). 1994-ben közösen alapítottak sakk-könyvcsomagküldő szolgálatot, amely ma is működik. 2004 óta működteti a „De Schakel” nevű sakkiskolát kisgyerekek részére.

## Sakkpályafutása
Tizenöt évesen tanult meg sakkozni. 1988-ban megnyerte a magyar női sakkbajnokságot.
1989-ben a Brno-i zónaversenyen a 4. helyen végzett, mely eredménye alapján bejutott az 1990-ben Kuala Lumpurban rendezett zónaközi döntőbe, ahol a 12. helyet szerezte meg.
1999-ben másodszor is továbbjutott a világbajnoki zónaversenyről, így részt vehetett az Új-Delhiben rendezett knock-out rendszerű világbajnoki mérkőzéssorozaton. Itt az első fordulóban kikapott az orosz Zsukovától, aki később a legjobb nyolc közé jutott.
1989-ben szerezte meg a női nemzetközi mesteri, 2000-ben a női nemzetközi nagymesteri címet.
1992-ben, 1994-ben, 1996-ban, 1998-ban és 1999-ben megnyerte a holland női sakkbajnokságot. 2001-ben a 2. helyen végzett.

## Csapateredményei
Öt alkalommal, 1992-ben, 1994-ben, 1996-ban az 1. táblán, 1998-ban és 2000-ben a 2. táblán játszott a holland válogatott csapatban a sakkolimpián. Ezeken a legjobb eredményt 1998-ban érte el, amikor a csapat a 4. helyen végzett.
1997-ben az 1. táblán szerepelt a holland válogatottban a női sakkcsapatok Európa-bajnokságán.

## Játékereje
2014. novemberben a FIDE Élő-pontszámítása szerint 2259 pontja van, amellyel az aktív holland női sakkozók ranglistáján a 6. Legmagasabb Élő-pontszáma 1999. januárban 2332 volt. 2001 óta csak csapatversenyeken játszik.